# San Marino en los Juegos Olímpicos de Pekín 2008
San Marino estuvo representado en los Juegos Olímpicos de Pekín 2008 por cuatro deportistas, dos hombres y dos mujeres, que compitieron en tres deportes.
La portadora de la bandera en la ceremonia de apertura fue la tiradora Daniela Del Din. El equipo olímpico sanmarinense no obtuvo ninguna medalla en estos Juegos.